# Benjamin Taliaferro
Benjamin Taliaferro (*  1750 im Amherst County, Colony of Virginia; † 3. September 1821 im Wilkes County, Georgia) war ein US-amerikanischer Politiker. Zwischen 1799 und 1802 vertrat er den Bundesstaat Georgia im US-Repräsentantenhaus.

## Werdegang
Das genaue Geburtsdatum von Benjamin Taliaferro ist unbekannt. Er besuchte die örtlichen Schulen seiner Heimat. Danach nahm er als Soldat am Unabhängigkeitskrieg teil, in dem er den Rang eines Hauptmanns erreichte. Im Jahr 1780 geriet er zwischenzeitlich in britische Kriegsgefangenschaft. Ab 1785 war Taliaferro in Georgia ansässig. Dort begann er eine politische Laufbahn. Er wurde Mitglied und Präsident des Staatssenats. Im Jahr 1798 war er Delegierter auf einer Versammlung zur Überarbeitung der Staatsverfassung. Politisch war er zunächst Mitglied der von Alexander Hamilton gegründeten Föderalistischen Partei. Später wechselte er zur Demokratisch-Republikanischen Partei von Präsident Thomas Jefferson.
Bei den staatsweit abgehaltenen Kongresswahlen des Jahres 1798 wurde er als Kandidat der Föderalisten für das zweite Abgeordnetenmandat von Georgia in das US-Repräsentantenhaus gewählt. Dort trat er am 4. März 1799 die Nachfolge von John Milledge an. Im Jahr 1800 wurde er als Democratic Republican wiedergewählt. Benjamin Taliaferro trat im Jahr 1802 vorzeitig von diesem Mandat zurück. Während seiner Zeit im Kongress wurde der Regierungssitz in die neue Hauptstadt Washington, D.C. verlegt.
Nach seinem Ausscheiden aus dem US-Repräsentantenhaus war Taliaferro Richter am Superior Court; ferner war er Kurator der University of Georgia.
Nach ihm ist Taliaferro County in Georgia benannt.